# فلويد روبرتسون
فلويد روبرتسون (بالإنجليزية: Floyd Robertson)‏ (7 يناير 1937 بأكرا في غانا - 1983) هو ملاكم غاني، صنّف ضمن فئة وزن الريشة ‏ ووزن الريشة السوبر ‏ ووزن الخفيف.

## إحصائيات
خاض خلال مسيرته 51 نزالا، تعادل في 4 .

## روابط خارجية
- فلويد روبرتسون على موقع بوكس ريك (الإنجليزية) (registration required)